# بروتوكول ترويسة التحقق من الهوية
بروتوكول ترويسة التحقق من الهوية هو حزمة البروتوكولات الشبكية الآمنة.

## وصلات خارجية
- الشبكات الخاصة الافتراضية الآلية متعددة النقاط، مقالة على موقع سيسكو.
- ما هي الشبكات الخاصة الافتراضية باستعمال بروتوكول المقابس الآمن، مقالة على موقع تيك تارغيت.
- دليل تهيئة الشبكات الخاصة الافتراضية في أنظمة تشغيل سيسكو.